# Björn Runge
Björn Runge (ur. 21 czerwca 1961 w Lysekil) – szwedzki reżyser i scenarzysta filmowy.

## Życiorys
Ukończył studia reżyserskie w Dramatiska institutet w Sztokholmie. Pracę w branży filmowej rozpoczął jako asystent reżysera Roya Anderssona. Od 1990 roku tworzył własne filmy, początkowo krótkometrażowe i telewizyjne. 
Sukces na arenie międzynarodowej osiągnął dzięki wielowątkowemu dramatowi obyczajowemu Świt (2003). Film zdobył dwie nagrody na 54. MFF w Berlinie oraz cztery statuetki Złotego Żuka, w tym za najlepszą reżyserię i scenariusz.
Kolejnym sukcesem okazał się anglojęzyczny dramat psychologiczny Żona (2017). W obsadzie znaleźli się w nim tacy aktorzy, jak Glenn Close, Jonathan Pryce czy Christian Slater. Obraz opowiadał o parze małżonków jadących do Szwecji, gdyż mąż otrzymał właśnie literacką Nagrodę Nobla. Problem polega na tym, że jego książki wyszły spod pióra żyjącej w jego cieniu żony. Za tytułową kreację w filmie Glenn Close zdobyła wiele nagród, w tym Złoty Glob i nominację do Oscara dla najlepszej aktorki.
Jego żona, Lena Runge, pracuje jako montażystka przy jego filmach.